# Liste von Filmen mit Bezug zu Skinheads
Die Liste von Filmen mit Bezug zu Skinheads führt Filme in umgekehrt chronologischer Reihenfolge auf, in denen Skinheads und andere, durch kurz geschorene Haare gekennzeichnete Jugendkulturen Thema oder wesentliche Mitwirkende sind.

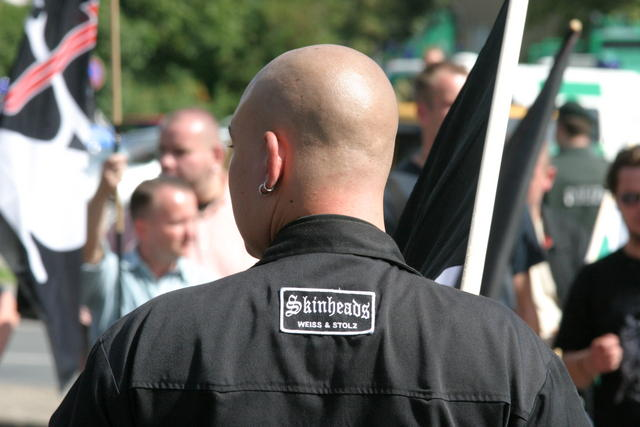
Insbesondere die Gewalttätigen und Neonazis unter den Skinheads sind häufig Gegenstand von Filmen

## Spielfilme
- Nationalstraße (Národní trída, /  Tschechien/Deutschland 2019); Regie: Štěpán Altrichter, mit Hynek Čermák, Jan Cina, Kateřina Janečková u. a. – Der rechte Skinhead Vandam verliebt sich in die verschuldete Barkeeperin Lucy und macht es sich zur Aufgabe, ihre Geldprobleme zu lösen.
- In My Skin (Farming,  Vereinigtes Königreich 2018); Regie: Adewale Akinnuoye-Agbaje, mit Damson Idris, Kate Beckinsale, John Dagleish u. a. – Trotz seiner dunklen Hautfarbe wird der Teenager Enitan mitten in der sozialen und rassistischen Gewalt der 1980er-Jahre zum gefürchteten Anführer einer rechten Skinhead-Gang.
- Skin ( USA 2018); Regie: Guy Nattiv, mit Jamie Bell, Danielle Macdonald, Vera Farmiga u. a. – Der auf wahren Begebenheiten beruhende Film erzählt die Geschichte von Bryon Widner, der versucht, aus der rechten Szene auszusteigen.
- Bomb City ( USA 2017); Regie: Jameson Brooks, mit Dave Davis, Glenn Morshower, Luke Shelton u. a. – 1997. In Amarillo muss sich eine Gruppe Punks und Skins gegen eine Gruppe von Football-Spielern der dortigen High School behaupten. Bei einer Konfrontation zwischen den Gruppen wird einer der Punks getötet, als ein Kontrahent ihn willentlich mit dem Auto überfährt. Der Film erzählt die wahre Geschichte vom Tod Brian Denekes. Der Fall fand in den USA eine größere mediale Beachtung, auch weil der Täter wegen fahrlässiger Tötung lediglich zu einer Bewährungsstrafe verurteilt wurde.[1]
- Imperium ( USA 2016); Regie: Daniel Ragussis, mit Daniel Radcliffe, Toni Collette, Tracy Letts u. a. – Der FBI-Agent Nate Foster schleust sich – getarnt als Skinhead – in Neonazi-Organisationen ein, um einen möglichen Terroranschlag zu verhindern.
- Green Room ( USA 2015); Regie: Jeremy Saulnier, mit Alia Shawkat, Imogen Poots, Anton Yelchin, Patrick Stewart u. a. – In dem Horrorfilm gerät eine Punkband in einer Rockerbar in Streit mit einer Neonazi-Gang, woraus strafrechtlich relevante Folgeereignisse resultieren.
- French Blood (Un Français,  Frankreich 2015); Regie: Diastème, mit Alban Lenoir, Samuel Jouy, Paul Hamy u. a. – Ein führender Neonazi und Skinhead versucht, aus der rechten Szene auszusteigen.
- Scorpion - Brother. Skinhead. Fighter. (Alacrán Enamorado,  Spanien 2013); Regie: Santiago Zannou, mit Álex González, Miguel Ángel Silvestre, Carlos Bardem u. a. – Als der junge Neonazi und Amateurboxer Scorpion eine lateinamerikanische Einwanderin kennenlernt, gerät sein neonazistisches Weltbild mehr und mehr ins Wanken.
- Kriegerin ( Deutschland 2011); Regie: David Wnendt, mit Alina Levshin, Jella Haase, Gerdy Zint u. a. – In einer ostdeutschen Kleinstadt gerät das Weltbild einer radikalen jungen Neonazi-Skinheadfrau ins Wanken, nachdem sie mit zwei jungen Asylbewerbern in Konflikt gerät.
- Gangs of Glasgow (Neds,  Vereinigtes Königreich 2010); Regie: Peter Mullan, mit Conor McCarron, Greg Forrest, Joe Szula u. a. – Ein fleißiger Schüler im Glasgow der frühen 1970er Jahre gerät nach dem Wechsel auf eine weiterführende Schule in den Sog einer gewalttätigen Jugendgang, in der er einen Ausgleich zu seiner strengen Familie findet.
- Skinning ( Serbien 2010); Regie: Stevan Filipović, mit Nikola Rakočević, Viktor Savić, Bojana Novaković u. a. – Ein junger Mann steigt in einer gewalttätigen Gruppe Naziskins in Belgrad auf und gerät dabei zwischen die Fronten von Polizei, Unterwelt und Sinti und Roma.
- Skinheads 88 (Rossiya 88,  Russland 2009); Regie: Pawel Bardin, mit Michael Poljakow, Artschibald Artschibaldowitsch, Andrei Merslikin u. a. – Pseudodokumentarischer Spielfilm über eine gewalttätige Neonazi-Gang in Moskau.
- Bruderschaft (Broderskab,  Dänemark 2009); Regie: Nicolo Donato, mit Thure Lindhardt, David Dencik, Nicolas Bro u. a. – Bildintensive Geschichte einer homosexuellen Liebesbeziehung im Neonazimilieu.
- Skin – Hass war sein Ausweg (Skin,  Niederlande 2008); Regie: Hanro Smitsman, mit Robert de Hoog, John Buijsman, Sylvia Poorta u. a. – 1979 kommt ein Jugendlicher, dessen Vater ein jüdischer KZ-Überlebender ist, unter den Einfluss neonazistischer Skinheads.
- This Is England ( Vereinigtes Königreich 2006); Regie: Shane Meadows, mit Thomas Turgoose, Stephen Graham, Jo Hartley u. a. – Jugendliche der Arbeiterklasse in den schwierigen Thatcher-Jahren versuchen sich trotz ihrer Perspektivlosigkeit und des gesellschaftlichen Rechtsrucks als nicht-rassistische Skinheads zu behaupten. Die vierteilige Fernsehserie This Is England ’86 schloss an den Film an.
- Stahlkappen (Steel Toes,  Kanada 2006); Regie: David Gow, mit David Strathairn, Andrew Walker, Marina Orsini u. a. – Ein engagierter Pflichtverteidiger übernimmt den Fall eines gewalttätigen Neonazis.
- Kombat Sechzehn ( Deutschland 2005); Regie: Mirko Borscht, mit Florian Bartholomäi, Ludwig Trepte, Maximilian Mauff u. a. – Drama um das Abrutschen eines perspektivlosen Jugendlichen in die gewalttätige Neonazi-Szene und seine Möglichkeiten des Wiederausstiegs.
- Adams Äpfel (Adams æbler,  Dänemark 2005); Regie: Anders Thomas Jensen, mit Ulrich Thomsen, Mads Mikkelsen, Paprika Steen u. a. – Ein aggressiver Neonazi kommt zur Resozialisierung in eine ländliche Gruppe eines Dorfpfarrers, der mit eigenwilligen Methoden die höchst unterschiedlichen menschlichen Problemfälle betreut. Groteske Komödie.
- Sem Ela (/ Portugal/Frankreich 2003); Regie: Anna da Palma, mit Aurélien Wiik, Bérénice Bejo, Vítor Norte, Maria Emília Correia u. a. – Drama um Gastarbeiter-Zwillinge, von denen einer sich einer Skinhead-Gang in Frankreich anschließt.
- Desolation – 16 Years of Alcohol (16 Years of Alcohol,  Vereinigtes Königreich 2003); Regie: Richard Jobson, mit Kevin McKidd, Laura Fraser, Susan Lynch u. a. – Film des ehemaligen Skinheads und The-Skids-Musikers über einen gewalttätigen intelligenten Skinhead und seine Wandlung durch zwei Frauen-Beziehungen.
- Inside a Skinhead (The Believer,  USA 2001); Regie: Henry Bean, mit Ryan Gosling, Summer Phoenix, Billy Zane u. a. – Drama um einen intelligenten jungen Mann, seine Gewalttätigkeit, sein extremistisches Neonazi-Gedankengut, und seine jüdische Identität.

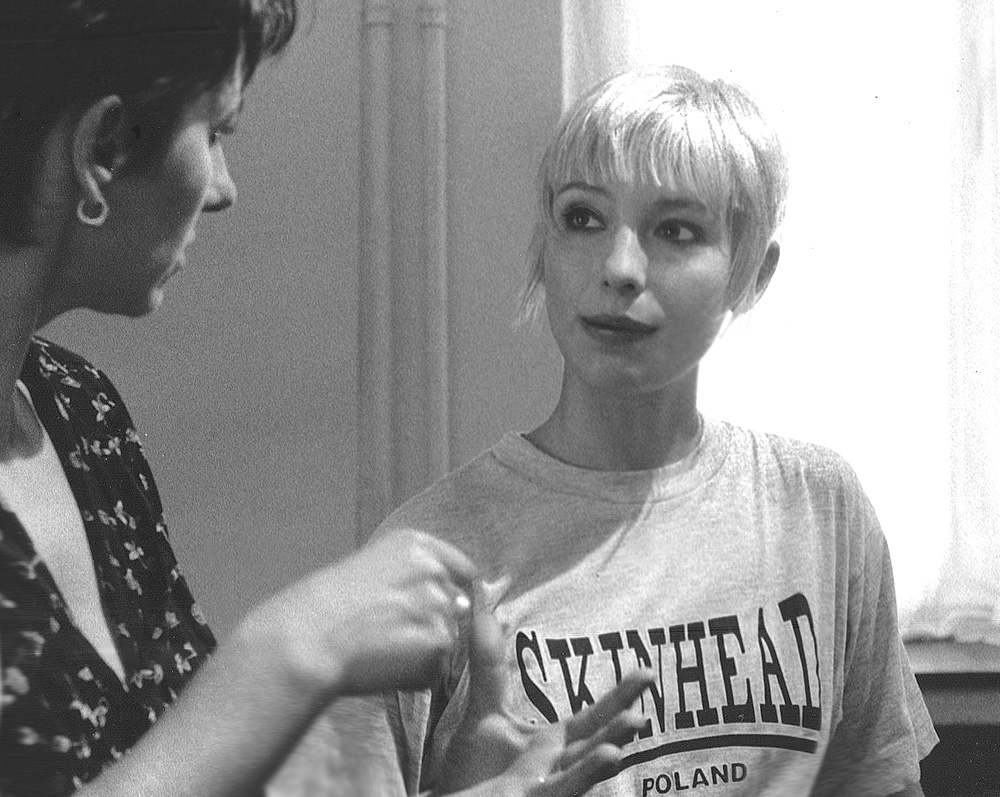
Sandra Borgmann bei den Dreharbeiten zu Oi! Warning

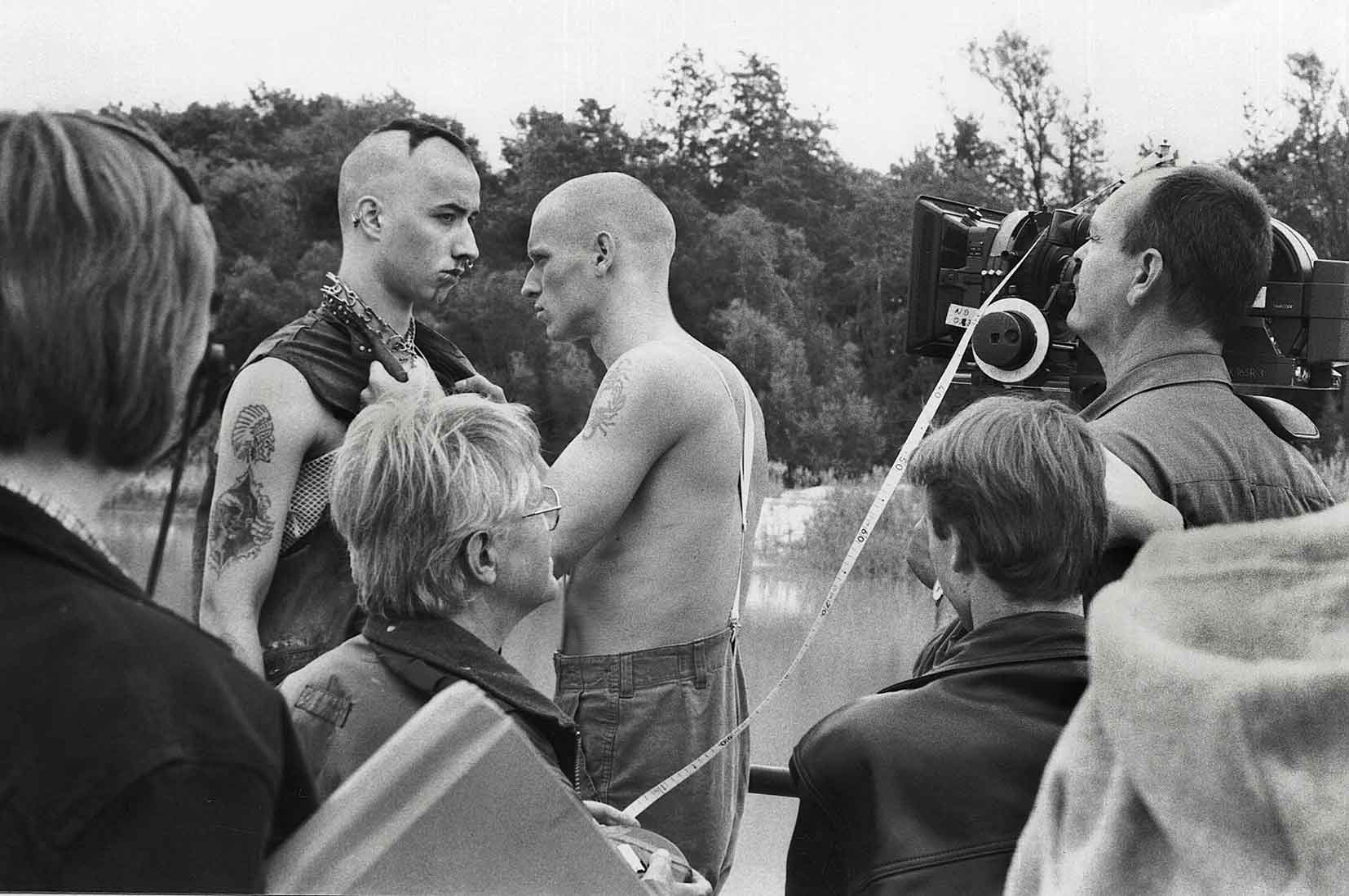
Während der Dreharbeiten zu Oi! Warning

- Oi! Warning ( Deutschland 2000); Regie: Benjamin Reding, Dominik Reding, mit Sascha Backhaus, Simon Goerts, Sandra Borgmann u. a. – Drama zwischen richtungslosen jungen erwachsenen Skinheads und Punks.
- American History X ( USA 1998); Regie: Tony Kaye, mit Edward Norton, Edward Furlong, Beverly D’Angelo u. a. – Ein überzeugter Neonazi kehrt nach einem Gefängniserfahrung verändert in seine Gruppe zurück.
- Social Outcasts – Gewalt ist ihr Gesetz (Skinheads vs. Hooligans, ursprünglicher Titel Pariah,  1998); Regie: Randolph Kret, mit Damon Jones, Dave Oren Ward, Angela Jones u. a. – Als seine farbige Freundin von Naziskins vergewaltigt wird und sich danach selbst umbringt, schmiedet Steve Rachepläne und schleicht sich in die gewalttätige Gruppe ein.
- Dazlak – Skinhead ( 1997); Regie: Helke Sander, mit Florian Lukas, Jenny Schlenzka, Komi Mizrajim Togbonou u. a. – Bei diesem Roadmovie reisen eine Jungschauspielerin, ein Skinhead und ein Afrodeutscher zusammen in einem offenen Auto durch Deutschland.
- Der Infiltrator (auch: Skinhead Attacke, ursprünglicher Titel The Infiltrator,  USA 1995); Regie: John Mackenzie, mit Oliver Platt, Arliss Howard, Tony Haygarth u. a. – Ein israelischer Journalist reist nach Berlin, um über neueste rechtsextremistische Übergriffe zu berichten. Vor Ort lernt er eine Gruppe rechter Skinheads und Neonazis kennen, die ihm (im Glauben, er wäre ein Sympathisant) Zugang zur Führungsriege ermöglichen.
- Die Bombe tickt ( 1993); Regie: Thorsten Näter, mit Wilfried Dziallas, Peter Ebert, Julia Grimpe u. a. – Drama um eine Nazigang in Deutschland nach der Wiedervereinigung.
- Luna Park (Луна-парк, / Russland/Frankreich 1992); Regie: Pawel Lungin, mit Oleg Borissow, Andrei Gutin, Nonna Mordjukowa u. a. – Der Anführer einer antisemitischen Skinhead-Gang im sowjetischen Russland entdeckt seine jüdischen Wurzeln und wird selbst zum Gejagten.
- Romper Stomper ( Australien 1992); Regie Geoffrey Wright, mit Russell Crowe, Jacqueline McKenzie, Daniel Pollock u. a. – Eine gewalttätige rassistische Skinheadgang findet zwischen einer sich wehrenden Einwandergruppe, der eingreifenden Polizei, und der internen Richtungssuche und Rivalität nach dem Auftauchen einer Frau in der Gruppe ein tragisches Ende.
- Skinhead - The Second Coming of Hate (Skinheads,  USA 1989); Regie: Greydon Clark, mit Chuck Connors, Barbara Bain, Jason Culp u. a. – Faschistische Skinheads verfolgen ein Paar, das Zeuge von Morden der Gang wurde, und hinterlassen eine Spur der Gewalt.
- Queen City Rocker ( Neuseeland 1986); Regie: Bruce Morrison, mit Matthew Hunter, Mark Pilisi, Kim Willoughby u. a. – Die Kleinkriminellengang um Skinhead Ska gerät zunehmend in Konflikt mit stärkeren Kräften.
- Meantime ( Vereinigtes Königreich 1984); Regie: Mike Leigh, mit Marion Bailey, Tim Roth, Gary Oldman, Alfred Molina u. a. – Im zunehmend perspektivlosen Arbeitermilieu des Londoner East Ends Anfang der 1980er Jahre nehmen die Familienkonflikte zu, als einige hilflose Jugendliche sich als Skinheads Freiräume suchen.
- Suburbia – Rebellen der Vorstadt (Suburbia,  USA 1983); Regie: Penelope Spheeris, mit Chris Pedersen, Jennifer Clay, Flea u. a. – Am Rande einer amerikanischen Stadt leben Skins und Punks in einem alten Haus in einer Art rauher Großfamilie außerhalb der Mehrheitsgesellschaft, bis das Schicksal die brüchige Gemeinschaft heimsucht.
- Made in Britain ( Vereinigtes Königreich 1982); Regie: Alan Clarke, mit Tim Roth, Terry Richards u. a. – Tim Roth stellt in seinem ersten Spielfilm den zornigen, intelligenten und unzähmbaren, dabei richtungslosen Skinhead Trevor dar, der sich auch durch Polizei, Richter und Sozialpädagogen nicht brechen lässt.
- Oi for England ( Vereinigtes Königreich 1982); Regie: Tony Smith, mit Adam Kotz, Neal Pearson, Richard Platt u. a. – Fernsehfilm über eine Band, die im Klima der Rassenunruhen in Manchester 1981 ein Konzert für eine rechtsgerichtete Organisation spielen soll.
- Rude Boy ( Vereinigtes Königreich 1980); Regie: Jack Hazan, David Mingay, mit The Clash, Ray Gange – Ein Skinhead begleitet die Band The Clash.
- The Wanderers ( USA 1979); Regie: Philip Kaufman, mit Ken Wahl, Karen Allen, Erland van Lidth u. a. – Neben den Wanderers versuchen sich auch eine Reihe anderer Jugendgangs in der rauhen Realität abseits des amerikanischen Traums zu behaupten, darunter die Glatzkopfgang um Terror und Peewee.
- Bronco Bullfrog ( Vereinigtes Königreich 1970); Regie: Barney Platts-Mills, mit Del Walker, Anne Gooding und Sam Shepherd – Im Londoner East End tun sich Teenager zu einer sich langsam von Skinheads zu Suedeheads verändernden Gruppe zusammen.
- Die Glatzkopfbande ( DDR 1963); Regie: Richard Groschopp, mit Ulrich Thein, Erik S. Klein, Thomas Weisgerber u. a. – Ende August 1961 zieht die Glatzkopfbande den Unmut der Urlauber im Ostseebad Bansin auf sich, bis den Staatsorganen nach und nach die Festnahme aller Randalierer gelingt.

## Dokumentationen
- Blut muss fließen. Undercover unter Nazis ( Deutschland 2012); Regie: Peter Ohlendorf – Der Journalist Thomas Kuban verschafft sich Zugang zu Rechtsrockkonzerten in Deutschland und Europa (mit überwiegend Skinhead-Publikum) und filmt diese mit versteckter Kamera.
- Thank you! Skinhead Girl ( Vereinigtes Königreich 2009); Regie: Sharon Woodward – Die Regisseurin zeigt anhand ihrer persönlichen Geschichte, wie der Zusammenhalt ihrer traditionell orientierten Skinhead-Gruppe ab Ende der 70er ihr durch eine schwierige Jugend half.
- Skinhead Cross Culture ( USA 2009); Regie: Bryan Davis – Dokumentation der internationalen, traditionell orientierten Skinheadszene, abseits rechtsextremer oder anderen, politisch motivierten Strömungen.
- Oi! Skins in Peking ( Deutschland 2006); Regie: Max Celko, Heike Scharrer – Dokumentation der Skinhead- und Punkszene Chinas anhand der Gruppe MiSanDao aus Peking.
- Männer, Helden, schwule Nazis ( Deutschland 2005); Regie: Rosa von Praunheim – Dokumentation über Schwule im Dritten Reich und in der heutigen Neonazi- und Naziskins-Szene.
- White Terror (/// 2005); Regie: Daniel Schweizer – Dokumentation über die weltweit agierende White Power- und Naziskin-Bewegung.
- Gay Skinheads ( Irland 2003); Regie: Karl Hayden – Portrait der schwulen Skinheadszene und ihrer inneren und äußeren Konflikte.
- Skinhead Attitude (// Schweiz/Frankreich/Deutschland 2003); Regie: Daniel Schweizer – Der Film begleitet ein französisches Skinheadmädchen auf einer Reise zu Skinheads in europäische und nordamerikanische Städte, wo sie mit anderen antirassistischen Skinheads Konzerte besucht und die jeweilige Szene vor Ort kennen lernt.
- Skin or Die ( Schweiz 1998); Regie: Daniel Schweizer – Der Regisseur portraitiert eine Gruppe neonazistischer Hammerskins in der Schweiz.
- Skinheads ( Deutschland 1996); Regie: Klaus Farin, Rainer Fromm – Portrait der Skinheadszene, ihres sozialen Lebens, ihrer Ursprünge und ihrer verschiedenen Strömungen.
- Scharfe Glatzen ( Deutschland 1993); Regie: Claudia Rhein, Manuel Zimmer – Portrait der nichtrassistischen Skinheadszene anhand von einigen ihrer Vertreter und ihres Lebens innerhalb und außerhalb der Szene.

## Fernsehbeiträge (Auswahl)
- This Is England ’86 ( Vereinigtes Königreich 2010); Vierteilige Serie des britischen Fernsehsenders Channel 4, die an den Spielfilm This Is England anschließt.
- Sounds of Underground London ( Vereinigtes Königreich 2003); Fernsehreihe der ITV 1 zu 50 Jahren Jugendsubkulturen in England, mit einer kompletten Folge zu Skinheads.
- World of Skinhead ( Vereinigtes Königreich 1995); Fernseh-Dokumentationsreihe der BBC über Ursprünge und Verbreitung der Skinheads.
- Für alle Fälle Fitz ( Vereinigtes Königreich 1994); In der Folge „Kalte Rache“ (Originaltitel: To be a somebody) befasst sich der Kriminalpsychologe mit einem arbeitslosen Mann der Arbeiterklasse, der sich als rassistischer gewalttätiger Skinhead verkleidet.
- Kahlschlag ( Deutschland 1993); Regie: Hanno Brühl – Nachdem er von einer Gruppe Türken überfallen wird, mutiert ein frustrierter 16-jähriger Fußballfan in diesem, vom WDR produzierten, TV-Krimi zum rechten Skinhead.
- Tatort: Voll auf Haß ( Deutschland 1987); Diese Folge der Tatort-Fernsehkrimis behandelt den Mord einer Gruppe Skinheads an dem Sohn eines Gastronomen.